# Sébastien Zamet (1549-1614)
Ne doit pas être confondu avec Sébastien Zamet (1588-1655).
Pour les articles homonymes, voir Zamet.
Sebastiano Zametti, plus connu sous son nom francisé de Sébastien Zamet, né à Lucques (Toscane) vers 1549, mort à Paris le 14 juillet 1614, naturalisé français en 1581, est un financier d'origine italienne qui se mit au service de la cour de France.

## Biographie
Fils d'un cordonnier, peut-être cordonnier lui-même, il vint en France à l'époque où Catherine de Médicis s'entourait d'Italiens qui étaient en quête de réussite ou de carrière. 
Entré au service du roi Henri III en tant que valet, il se fit remarquer par la cour pour son caractère enjoué et facétieux. Malin et disponible, il répondait aux demandes de toute nature du prince et des grands. Son talent et parfois ses intrigues lui permirent de réaliser des affaires, notamment en matière de spéculation sur le sel, et, à l'instar d'un autre Lucquois, Scipion Sardini, il s'enrichit considérablement tant et si bien qu'il se dit un jour « seigneur de 1 700 000 écus ». 
S’il avait su s’attirer les grâces d’Henri III, il entretint également de bonnes relations avec la Ligue et ses seigneurs, notamment avec le duc de Mayenne. Pour celui-ci, en 1592, il se chargea des négociations afin d’obtenir sa réconciliation avec le roi Henri IV. Même si la transaction n’aboutit pas complètement, Zamet obtint une trêve en 1593 ce qui lui valut la bienveillance d’Henri IV. Les rapports entre les deux hommes devinrent alors de plus en plus étroits, pour ne pas dire familiers. 
Zamet, fortuné, s’était fait construire un hôtel particulier à Paris dans la rue de la Cerisaie, près de la Bastille (hôtel détruit en 1741). Il y recevait beaucoup, particulièrement des gentilshommes en quête de rendez-vous galants et discrets, mais aussi toutes les personnes de qualité du royaume. 
Henri IV s’y rendit à son entrée à Paris et y revint à chaque fois qu’il voulait se distraire avec de nouvelles conquêtes féminines. Zamet, comme toujours, répondait à tous les désirs du roi, allant même jusqu’à régler ses dettes de cœur ou de jeu. Bien évidemment, l’adroit financier recevait en retour privilèges et charges.
En 1599, Gabrielle d'Estrées, maîtresse et favorite du roi, venue se rafraîchir chez Zamet dans son hôtel, y mourut d’apoplexie. La rumeur voulut qu’elle y fut empoisonnée. Même si cette hypothèse semble peu vraisemblable, elle fut alimentée, entre autres, par les déclarations de la belle Gabrielle qui s'était plainte, juste avant sa mort, d’avoir été empoisonnée, ainsi que par le fait que Marie de Médicis séjourna dans l’hôtel lors de son arrivée à Paris en février 1600 pour épouser Henri IV.
Zamet garda la confiance de la reine Marie même après l’assassinat d’Henri IV en 1610.  Elle allait dîner chez lui. Il continua à lui rendre les services qu’il offrit toute sa vie aux monarques et aux puissants.

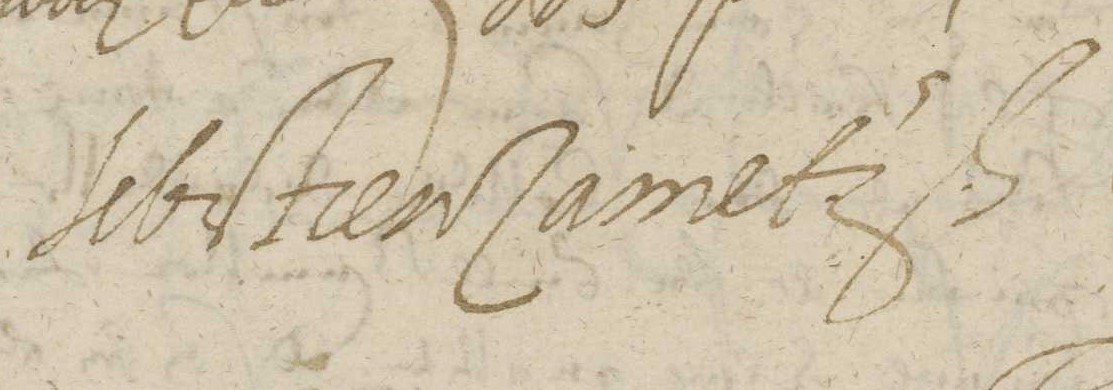
Signature de Sébastien Zamet

Il était devenu seigneur engagiste de Murat et de Billy, en Bourbonnais, ce qui lui permettait de se faire appeler baron de Murat et de Billy ; il était conseiller du roi, gouverneur de Fontainebleau et enfin, surintendant de la maison de la reine-mère. 

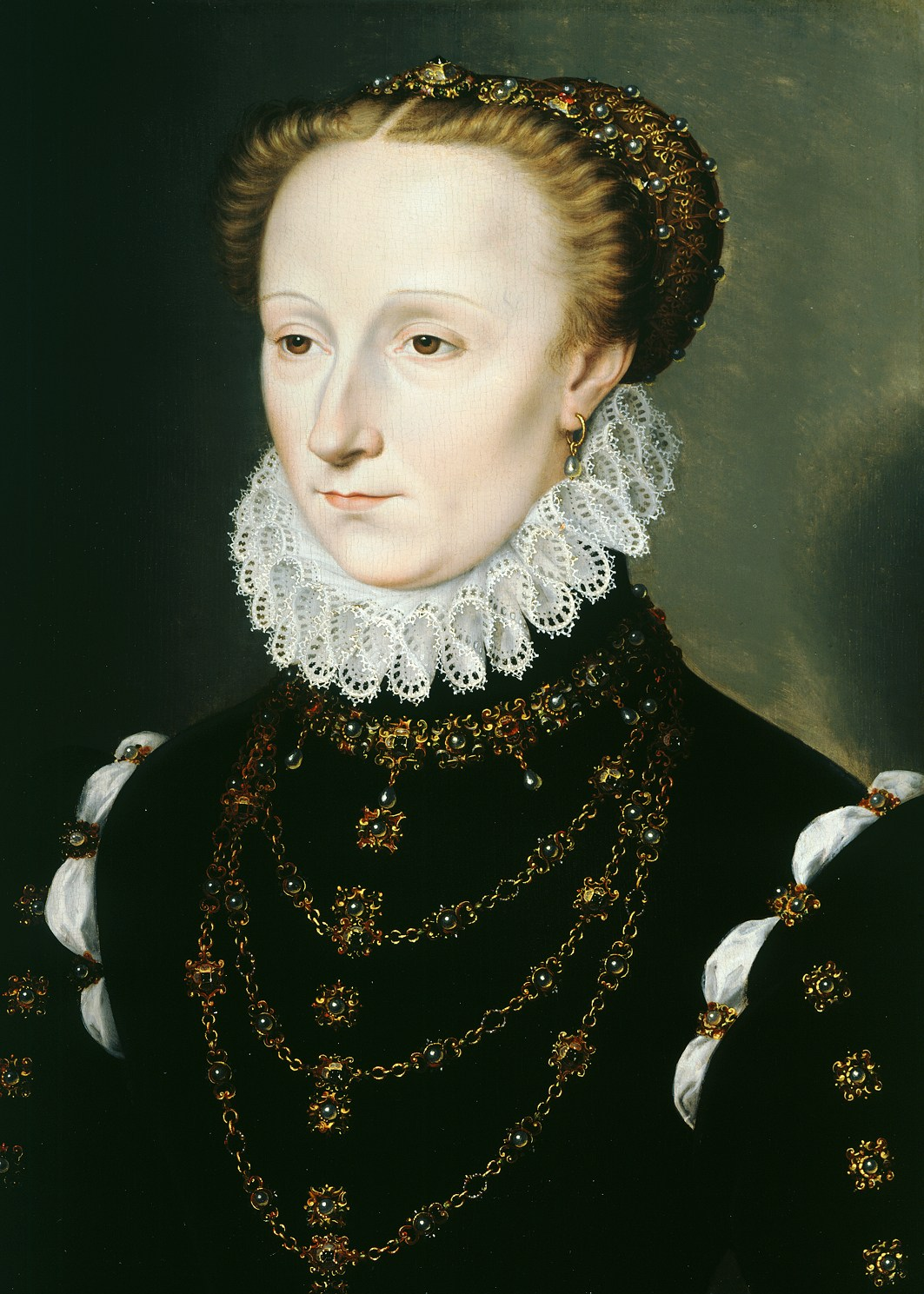
Madeleine Leclerc du Tremblay

Il épouse Madeleine Leclerc du Tremblay qui lui donne deux enfants :
- Jean Zamet, baron de Murat et de Billy, mestre de camp du régiment de Picardie puis maréchal de camp et périt au siège de Montpellier le 8 septembre 1622.
- Sébastien Zamet fils, évêque de Langres.

Sébastien Zamet père meurt à Paris le 14 juillet 1614.

## Source
Marie-Nicolas Bouillet  et Alexis Chassang (dir.), « Sébastien Zamet (1549-1614) » dans Dictionnaire universel d’histoire et de géographie, 1878 (lire sur Wikisource)